# Кавуни (станція)
Кавуни — проміжна залізнична станція Знам'янської дирекції Одеської залізниці на лінії Помічна — Колосівка.
Розташована у однойменному селі Арбузинського району Миколаївської області між станціями Людмилівка (20 км) та Південноукраїнська (10 км).
Станція виникла 1914 року під такою ж назвою. Електрифікована у 1972 році у складі лінії "Помічна — Колосівка.
На станції зупиняються приміські електропоїзди та 1 поїзд далекого слідування.